# Gilles de Robien
Visconte Gilles de Robien (Cocquerel, 10 aprile 1941) è un politico francese.

## Biografia
Si laureò in giurisprudenza e lavorò come agente assicurativo generale ad Amiens dal 1965.
Ha intrapreso la sua carriera politica, aderendo all'Unione per la Democrazia Francese. Al suo interno, è stato attivo nel Partito Repubbllicano e nella Democrazia Liberale. Rimase nell'UDF quando il leader liberale Alain Madelin costrinse Democrazia Liberale a lasciare la federazione.
Dal 1986 al 2002, fu deputato dell'Assemblea nazionale per il dipartimento della Somme. Dal 1993 al 1998, fu vicepresidente della Camera bassa del parlamento. Dal 1989, fu sindaco di Amiens e nel 1992 consigliere regionale della Piccardia. Fu rieletto nel 2002, ma si dimise per assumere la carica di ministro dei trasporti nel governo di Jean-Pierre Raffarin. Nello stesso anno, divenne anche vicesindaco di Amiens. Dopo la formazione del governo presieduto da Dominique de Villepin nel 2005, accettò l'offerta di assumere la guida del Ministero dell'educazione, nonostante il suo partito di riferimento, l'Unione per la Democrazia Francese avesse deciso di uscire dalla "maggioranza presidenziale".